# Sirajuddin Haqqani
Sirajuddin Haqqani (en árabe: سراج الدين حقاني‎; alias Khalifa, y,  Sirj Haqqani; n. c. 1973 a 1980) es un líder militar y político afgano. 
Como líder adjunto de los talibanes, ha supervisado previamente combate armado contra estadounidenses y fuerzas de la coalición, según se informa, desde una base dentro de Waziristán del Norte en Pakistán. Sirajuddin Haqqani es el líder de la red Haqqani, un subconjunto de la organización Talibán, y vástago del clan Haqqani.
A partir del 7 de septiembre de 2021, el señor Haqqani es Ministro del Interior de Afganistán; simultáneamente, es un terrorista internacional buscado por el FBI y por quien el Departamento de Estado de los Estados Unidos está ofreciendo una recompensa de $ 10 millones por información sobre su ubicación que conduzca a su arresto.

## Nombre
El árabe de la traducción al inglés, Sirajuddin, es سراج الدين . Según una fuente, que proporciona la traducción dentro de Urdu, el nombre tiene el significado de "luz de la religión". El nombre Siraj, convertido al árabe, es سِرَاج , que de manera similar tiene el significado de cualquier objeto que produce luz, o la luz misma, es decir, una  cresset, lámpara , una vela, o nuevamente,  luz ' 'sí mismo, y en consecuencia, el sol. Siraj es un nombre coránico, ya que se usa cuatro veces en el Corán, un d la palabra también se usa para describir al Profeta Mohammad.
La conversión árabe de Haqqani es حقانی, que significa algo o alguien justo o imparcial.

## Biografía

### Primeros años
Pasó su infancia en Miramshah, Waziristán del Norte, y asistió a Darul Uloom Haqqania cerca de Peshawar, Khyber Pakhtunkhwa.
Sirajuddin Haqqani es hijo de Jalaluddin Haqqani, un conocido muyahidín y líder militar de las fuerzas pro-Talibanes en Afganistán y Pakistán. Su hermano menor Mohammad Haqqani, también miembro de la red, murió en un ataque con drones el 18 de febrero de 2010, en un ataque llevado a cabo en Dande Darpakhel, una aldea en Waziristán del Norte.

### Carrera militar
Haqqani admitió haber planeado el ataque del 14 de enero de 2008 contra el hotel Serena en Kabul que mató a seis personas, incluido el ciudadano estadounidense Thor David Hesla. Más adelante, en abril del mismo año, confesó su organización y dirección de la planificación de un intento de asesinato del presidente Hamid Karzai. 
En noviembre de 2008, el reportero del New York Times David S. Rohde fue secuestrado en Afganistán. Se cree que sus captores iniciales estaban interesados únicamente en un rescate. Se informa que Sirajuddin Haqqani fue el último captor de Rohde antes de su fuga. Sus fuerzas han sido acusadas por las fuerzas de la coalición de llevar a cabo el atentado de finales de diciembre de 2008 en Kabul, Afganistán en un cuartel afgano cerca de una escuela primaria afgana que mató a varios escolares, un soldado afgano y un guardia afgano; ningún personal de la coalición se vio afectado.[cita requerida]
En marzo de 2010, Haqqani fue descrito como uno de los líderes de la "Quetta Shura de los talibanes".
Varios informes indicaron que Haqqani fue blanco de un ataque masivo con aviones no tripulados de EE. UU. El 2 de febrero de 2010, pero que no estaba presente en el área afectada por el ataque. En 2011, se informó que la CIA tuvo la oportunidad de asesinar a Haqqani, pero no lo hizo porque había mujeres y niños cerca.
El 5 de septiembre de 2013, el adjunto de Haqqani, Sangeen Zadran, fue asesinado por una Ataque con drones estadounidenses.
El 31 de mayo de 2020, el experto en talibanes británicos Antonio Guistozzi dijo a Foreign Policy que Sirajuddin Haqqani estaba infectado con COVID-19. Esta infección también provocó que Sirajuddin estuviera ausente de la combinación de liderazgo del grupo.
Haqqani es actualmente líder adjunto del comandante supremo talibán,  Mawlawi Haibatullah Akhundzada. Sin embargo, el 7 de mayo de 2020 se reconoció más tarde que el hijo del difunto fundador talibán Mohammad Omar Mullah Mohammad Yaqoob se había convertido en jefe de la comisión militar talibán, lo que lo convirtió en el nuevo jefe militar de los insurgentes.

### Comunicaciones
Se publicó una comunicación con motivo de la elección de Mullah A.M. Mansoor como el nuevo líder de los talibanes, citando a Sirajuddin Haqqani:

... Mi recomendación particular a todos los miembros del Emirato Islámico es que mantengan su unidad y disciplina internas ...

### Recompensa por captura
El Programa de recompensas por la justicia del gobierno de EE. UU. Ofrece hasta 10 millones de dólares en recompensas por información que conduzca a la captura de Sirajuddin Haqqani.

## Escritos
En 2010 publicó un libro de 144 páginas en idioma pashto, un manual de capacitación titulado  Lecciones militares en beneficio de los muyahidines , donde parece más radical que los talibanes, ya que muestra influencias de al -Qaida, apoyando la decapitación y los atentados suicidas mientras legitima los ataques contra Occidente, pidiendo a los musulmanes que se "mezclen, se afeiten, usen ropa occidental, sean pacientes".